# Bắc Địch

Bản đồ thời nhà Chu gồm Hoa Hạ bao quanh là Tứ Di: Đông Di, Bắc Địch, Tây Nhung và Nam Man

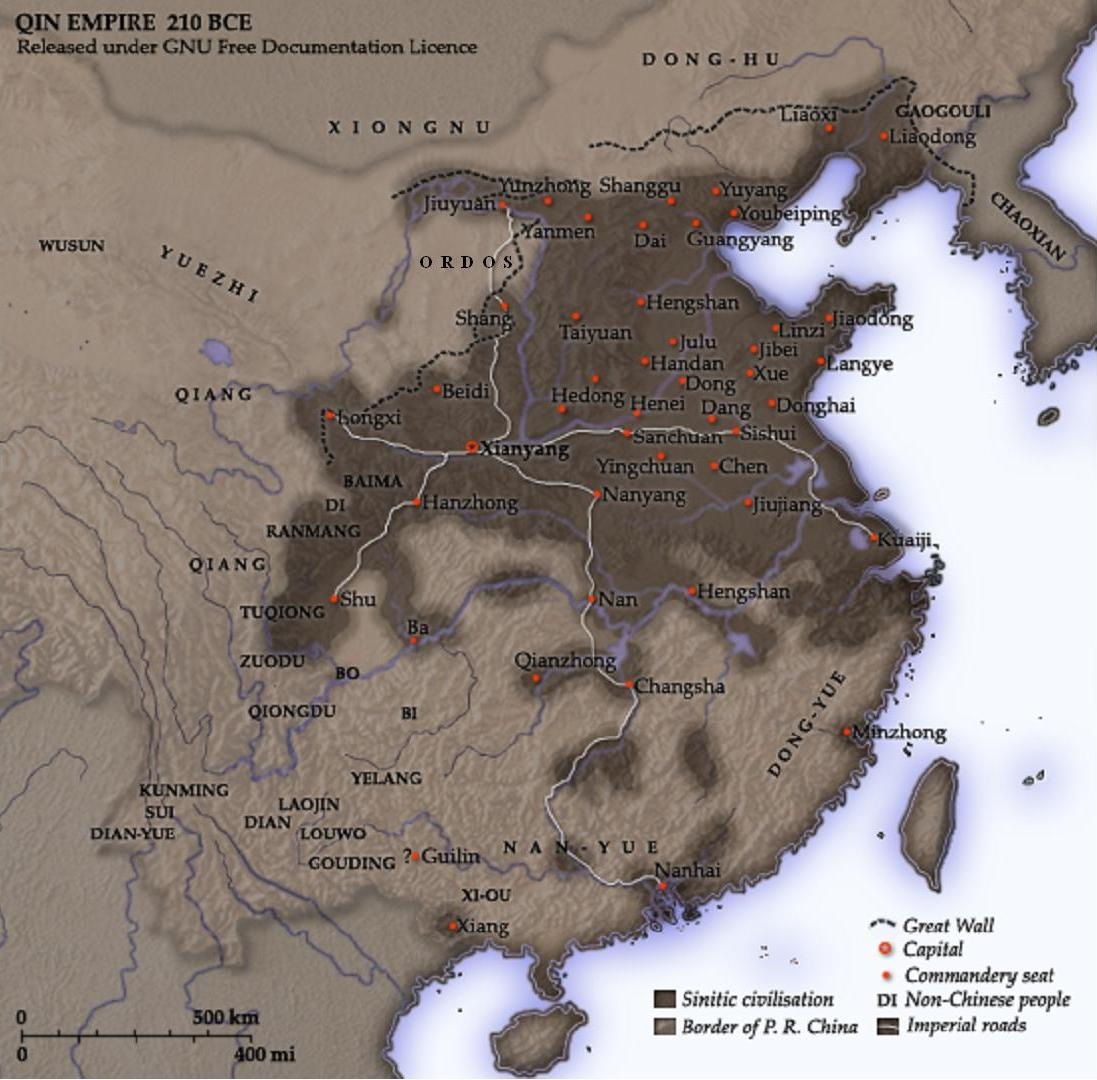
Người Địch sống dọc theo mạn bắc mà sau đó trở thành nhà Tần

Bắc Địch (tiếng Trung: 北狄; bính âm: Běidí; Wade–Giles: Pei-ti) là thuật ngữ miệt thị trong lịch sử Trung Quốc từ thời nhà Chu để chỉ các bộ lạc dân tộc ngoài Trung Nguyên cổ đại ở phía Bắc Trung Quốc.
Cho đến khi triều đại nhà Chu kết thúc, Bắc Địch gần như đã bị chinh phục và đồng hóa vào Trung Quốc.
Lý thuyết vũ trụ quan "Trung Hoa" (Sinocentric) có từ thời nhà Chu (cỡ 1046–256 TCN) đưa ra khái niệm "trời tròn đất vuông", coi "thiên hạ" (天下) là bao trùm gồm Hoa Hạ (華夏) là nước ở trung tâm thế giới tức Trung Quốc, là nước của người đã giáo hóa văn minh, và bao quanh là các dân tộc Tứ Di (man di mọi rợ) không phải người Trung Quốc, gồm Đông Di (東夷), Bắc Địch (北狄), Tây Nhung (西戎), và Nam Man (南蠻). Các chữ tượng hình chỉ các nhóm này đều có phần biểu thị "sâu bọ thú vật" . Ngày nay chữ Hán đã lược bỏ phần biểu tượng này đi, nên trong các chữ Hán dẫn ra ở trên chỉ còn có bộ khuyển (chó) 犭 ở chữ Địch (狄).

Tứ di: Đông Di (東夷) ở phía đông; Nam Man (南蠻) ở phía nam; Tây Nhung (西戎) ở phía tây; Bắc Địch (北狄) ở phía bắc.

## Lịch sử
Theo Sử ký Tư Mã Thiên, tổ tiên nhà Chu đã sống ở vùng đất gần chỗ người Nhung và Địch mười bốn đời, cho đến khi Cổ Công Đản Phủ dẫn dắt bộ tộc Chu dời sang châu thổ sông Vị, nơi mà sau này họ đã xây dựng cơ nghiệp của chính họ gần Kỳ Sơn.
Năm 676-651 TCN, Tấn Hiến công đã chinh phục một số tộc người Nhung và Địch. Năm 662 TCN, người Địch đã xua đuổi người Nhung ra khỏi Thái Nguyên. Năm 662-659 TCN, nước Hình gần như đã bị người Xích Địch tiêu diệt nếu không được nước Tề cứu nguy. Năm 660 TCN, người Xích Địch tấn công kinh đô nước Vệ, giết chết quân chủ nước Vệ là Vệ Ý công nhưng bị nước Tề đẩy lui. Từ 660 đến 507 TCN, nước Tấn đã nhiều lần đánh nhau với người Địch, năm 594 TCN đã tiêu diệt nước Lộ Thị (潞氏) của người Xích Địch, khuất phục họ năm 541 TCN và cuối cùng bị người Tiên Ngu đánh bại thảm hại năm 507 TCN.
Năm 640 TCN, người Địch liên minh với các nước Kỷ và Hình chống lại nước Vệ. Năm 636 TCN, người Địch giúp vua Chu chống nước Trịnh.
Năm 531 TCN, Tấn đã tấn công người Tiên Ngu và người Phí. Cho đến khoảng 400 TCN, hầu như người Địch và người Nhung đã không còn là những chính thể độc lập. Năm 406 TCN, nước Trung Sơn của người Tiên Ngu bị nước Ngụy xâm chiến, giành được độc lập năm 377 TCN rồi lại bị nước Triệu thôn tính năm 295 TCN. Khoảng 283-265 TCN, Điền Đan nước Tề đem quân đánh những người Địch sống ở nước Kỷ.

## Tổ chức
- Bắc Địch (北狄)
  - Xích Địch (赤狄)
  - Trường Địch (長狄)
  - Bạch Địch (白狄)
    - Tiên Ngu (鮮虞)